# Маньківка (Білокуракинська селищна громада)
Манькі́вка — село в Україні, у Білокуракинській селищній громаді Сватівського району Луганської області. Населення становить 151 осіб. Площа села становить 139,4 га.

## Історія
Село засноване у 1934 році в степу як відділення великого радгоспу «Тополі», у 1950-х роках перейменованого на «Батьківщину».
У роки німецько-радянської війни село було окуповане німецько-італійськими військами з липня 1942 по січень 1943 року. Під час Острогозько-Россошанської наступальної операції частинам Південно-Західного фронту Червоної армії була поставлена задача вийти 18 січня 1943 року на лінію Шахове — Нагольна — Дем'янівка — Грицаївка — Гайдуківка. 25 січня 1943 року бійці 172 стрілецької дивізії вийшли на рубіж Плахо-Петрівка — Маньківка.

## Населення
Населення села становить 119 осіб і 46 дворів.

## Вулиці
У селі існує одна вулиця — Степова.

## Економіка
У 1960-х роках за керівництва Долі Л. І. радгосп Батьківщина був радгоспом-мільйонером, який вирощував зернові культури, розвивав м'ясо-молочне тваринництво. За радгоспом було закріплено 11 102 га сільськогосподарських угідь, з них 9133 га ріллі. На розпайованих землях колишнього колгоспу наприкінці 1990-х років утворилося фермерське господарство «Фотон» Стешенка Євгена Митровича.

## Транспорт
Село розташоване за 50 км від районного центру і за 45 км від залізничної станції Катран на лінії Валуйки — Кіндрашівська-Нова.

## Відомі особистості
У селі Маньківка Білокуракинського району народився Гапочка Микола Михайлович — український політик, народний депутат Верховної ради України IV-го скликання (2002 — 2006).